# Richard Stone
Richard Stone, född 30 augusti 1913 i London, död 6 december 1991 i Cambridge, Cambridgeshire, var en brittisk nationalekonom som belönades med Sveriges Riksbanks pris i ekonomisk vetenskap till Alfred Nobels minne 1984.

## Biografi
Stones började studera vid University of Cambridge 1931 och tog examen 1935. Påverkad av sin far som var jurist och som 1930 blivit domare i Madras High Court i Indien var han juridikstudent de första två åren, vid Gonville and Caius College. Han bytte därefter till nationalekonomi, vilket innebar att han fick handledning från King’s College, främst Richard Kahn, eftersom hans eget college inte hade någon nationalekonom. Vid King’s College var även John Maynard Keynes verksam. Han gav korta kurser inom de områden han för tillfället var verksam och bjöd in Stone till sin Political Economy Club.
Stone arbetade därefter för en försäkringsmäklarfirma i London 1936–1939, och arbetade parallellt med att skriva för ett månatligt ekonomiskt nyhetsbrev med titeln Trends. 1939 blev han tillfrågad om att arbeta vid det Ministry of Economic Warfare som skulle sättas upp i händelse av krig, och började där 2 september 1939, dagen efter andra världskrigets utbrott. Sommaren 1940 överfördes han till Central Economic Information Service inom Offices of the War Cabinet, där James Meade behövde hjälp på statistikområdet i samband med sin inventering av Storbritanniens ekonomiska och finansiella situation. Från 1941 blev han assistent till Keynes, som var rådgivare vid finansdepartementet.
Efter andra världskriget blev Stone föreståndare för en ny institution för tillämpad nationalekonomi vid University of Cambridge. 1955 blev han P.D. Leake professor of finance and accounting vid samma universitet, och stannade på denna befattning till sin pensionering 1980.
Stone adlades 1978 och blev då Sir Stone.

## Insatser inom nationalekonomi
Stone är känd som "nationalräkenskapernas fader" efter att ha utvecklat en bokföringsmodell som kunde användas för att spåra ekonomiska aktiviteter på nationell skala och senare internationell skala.
Den första officiella uppskattningen av Storbritanniens nationalinkomst och nationalutgift enligt Stones metod utfördes 1941, och utgjorde del två av rapporten An Analysis of the Sources of War Finance and an Estimate of the National Income and Expenditure in 1938 and 1940 som utgjorde underlag för statsbudgeten 1941. En stor del av Stones insatser inom området nationalräkenskaper genomfördes dock under 1950-talet när han tog fram den första handfasta statistiska metoden för att mäta investeringar, offentliga utgifter och konsumtion. Dessa modeller resulterade i ett system för nationell bokföring. Han anpassade också sina modeller för internationella organisationer, bland annat Organisation for European Economic Co-operation (OEEC) och Förenta nationerna.
Stone och James Meade skrev boken National Income and Expenditure (1944).
För sina insatser inom nationalekonomin belönades Stone med Sveriges Riksbanks pris i ekonomisk vetenskap till Alfred Nobels minne 1984 med motiveringen "för att han gjort banbrytande insatser vid utvecklandet av system för nationalräkenskaper och därigenom radikalt förbättrat underlaget för empirisk ekonomisk analys".